# Cónica
Em geometria, cónicas (português europeu) ou cônicas (português brasileiro) são as curvas geradas ou encontradas, na intersecção de um plano que atravessa um cone.
Numa superfície afunilada, existem três tipos de cortes que podem ser obtidos por esse processo e que resultam na:
1. Elipse, que é a cónica definida na interseção de um plano que atravessa a superfície de um cone;
2. Parábola, que é a cónica também definida na intersecção de um plano que penetra a superfície de um cone;
3. Hipérbole, que é a cónica definida na interseção de um plano que penetra num cone em paralelo ao seu eixo.

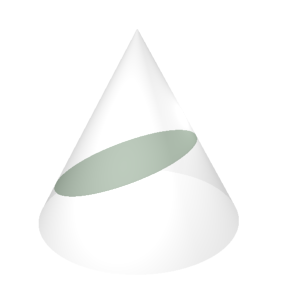
Elipse
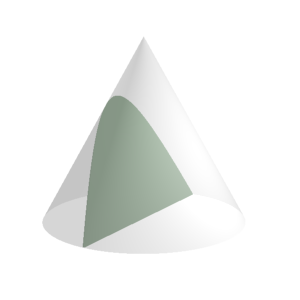
Parábola
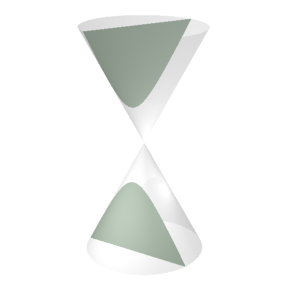
Hipérbole

## Secção cônica
É um corte em cones completos por meio de um plano paralelo, não-paralelo ou perpendicular ou a um plano de referência. Estas seções geram as curvas cônicas nas interseções da superfície do cone com os planos cortantes.

## Aplicações
As curvas cônicas tem aplicações práticas que fazem com que elas sejam utilizadas até hoje.

### Elipse
A elipse encontrou bastante relevância na Astronomia, desde que Johannes Kepler estabeleceu que as órbitas dos planetas no sistema solar são elípticas. As propriedades elípticas também explicam o fenômeno que ocorre em câmaras de sussuro.

### Hipérbole
As propriedades da hipérbole são utilizadas no método de navegação LORAN e na descrição da trajetória de uma partícula alfa sujeita ao campo elétrico de um núcleo atômico.

### Parábola
A parábola tem propriedades que são aplicadas na produção de espelhos de faróis e de refletores de longo alcance, e no uso de refletores parabólicos para antenas parabólicas e microfones parabólicos